# Brittonella chardoni
Brittonella chardoni är en skalbaggsart som beskrevs av Fisher 1932. Brittonella chardoni ingår i släktet Brittonella och familjen långhorningar. Inga underarter finns listade.